# Celtis tournefortii
 (janvier 2021).
La mise en forme du texte ne suit pas les recommandations de Wikipédia : il faut le « wikifier ».
Les points d'amélioration suivants sont les cas les plus fréquents. Le détail des points à revoir est peut-être précisé sur la page de discussion.
- Les titres sont pré-formatés par le logiciel. Ils ne sont ni en capitales, ni en gras.
- Le texte ne doit pas être écrit en capitales (les noms de famille non plus), ni en gras, ni en italique, ni en « petit »…
- Le gras n'est utilisé que pour surligner le titre de l'article dans l'introduction, une seule fois.
- L'italique est rarement utilisé : mots en langue étrangère, titres d'œuvres, noms de bateaux, etc.
- Les citations ne sont pas en italique mais en corps de texte normal. Elles sont entourées par des guillemets français : « et ».
- Les listes à puces sont à éviter, des paragraphes rédigés étant largement préférés. Les tableaux sont à réserver à la présentation de données structurées (résultats, etc.).
- Les appels de note de bas de page (petits chiffres en exposant, introduits par l'outil «  Source ») sont à placer entre la fin de phrase et le point final[comme ça].
- Les liens internes (vers d'autres articles de Wikipédia) sont à choisir avec parcimonie. Créez des liens vers des articles approfondissant le sujet. Les termes génériques sans rapport avec le sujet sont à éviter, ainsi que les répétitions de liens vers un même terme.
- Les liens externes sont à placer uniquement dans une section « Liens externes », à la fin de l'article. Ces liens sont à choisir avec parcimonie suivant les règles définies. Si un lien sert de source à l'article, son insertion dans le texte est à faire par les notes de bas de page.
- La présentation des références doit suivre les conventions bibliographiques. Il est recommandé d'utiliser les modèles {{Ouvrage}}, {{Chapitre}}, {{Article}}, {{Lien web}} et/ou {{Bibliographie}}. Le mode d'édition visuel peut mettre en forme automatiquement les références.
- Insérer une infobox (cadre d'informations à droite) n'est pas obligatoire pour parachever la mise en page.

Pour une aide détaillée, merci de consulter Aide:Wikification.
Si vous pensez que ces points ont été résolus, vous pouvez retirer ce bandeau et améliorer la mise en forme d'un autre article.
Espèce
Celtis tournefortii subsp. aetnensis (Tornab.) Raimondo & Schicchi est une espèce de plantes à fleurs de la famille des Cannabacées. C'est un arbre endémique à l'intérieur des terres siciliennes.
Il forme des micro-bois à caractère relique implantés sur des éboulis et des couvertures détritiques, sur une variété de substrats lithologiques (volcaniques, calcaires, quartzarénites).
Le genre Celtis (Ulmaceae) comprend environ 70 espèces d'arbres ou d'arbustes que l'on trouve principalement dans les régions tempérées et tropicales de l'hémisphère nord.

## Distribution
Le Celtis tournfortii subsp. aetnensis en Sicile, basée sur le suivi des différents noyaux répartis sur le territoire, sont présentées dans cette étude.
Deux nouvelles stations importantes non publiées situées dans la partie sud des montagnes Sicani, réparties sur une superficie d'environ 75 hectares, sont signalées.
Il est mis en évidence que l'espèce, outre les coulées de lave du versant ouest du mont Etna (province de Catane), est liée à des conoïdes présents dans cinq autres sous-gammes disjointes, souvent avec des stations fragmentaires et relictuelles: (1) Montagnes Nebrodi à l'intérieur des terres ( Territoire de Cesarò, province de Messine); (2) Montagnes Madonie à l'intérieur des terres (territoire de Gangi, province de Palerme); (3) secteur nord-ouest, dans la province de Palerme (Rocca Busambra); (4) le sud-ouest des montagnes Sicani (Pizzo Telegrafo, à Contrada S. Biagio et dans le territoire de Caltabellotta, province d'Agrigente); (5) sud-est des montagnes Sicani (S. Stefano di Quisquina à Pizzo Castelluzzo, province d'Agrigente).

Outre un recensement des herbiers exsiccata, l'enquête a conduit à une caractérisation biologique et autoécologique, à la définition de la répartition actuelle, à une estimation du nombre d'individus et à une analyse de son état de conservation. 

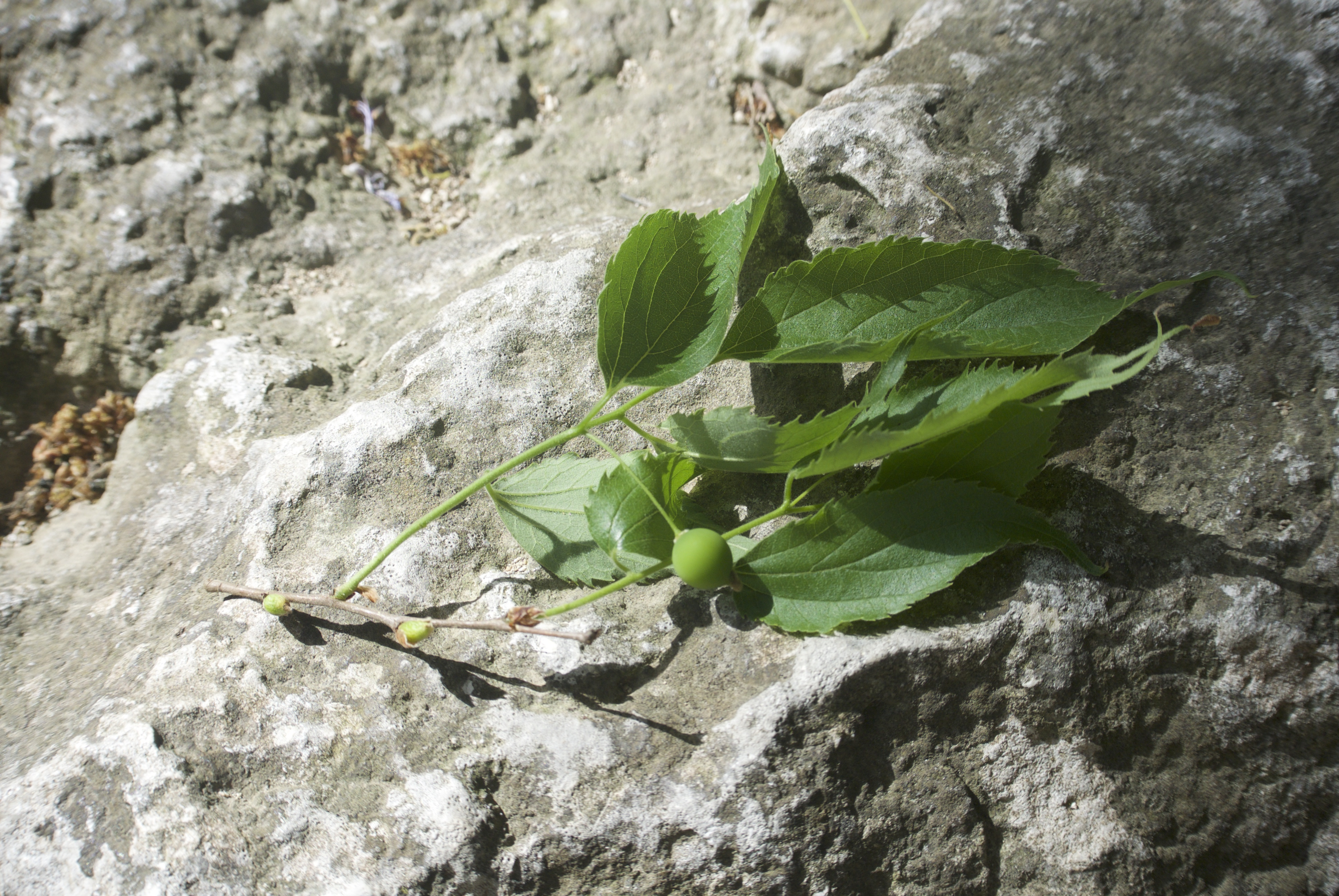

Le statut de risque a également été évalué et l'espèce a été attribuée à la catégorie En danger (EN), conformément aux critères B1ab (iii) et B2ab (iii) de l'UICN.

## Pharmacopée
Médecine traditionnelle.
Certaines espèces de Celtis sont utilisées en médecine traditionnelle pour le traitement des maux de dos, des troubles gastriques, des douleurs abdominales, ainsi que pour leur action astringente et apaisante en cas de diarrhée, d'entérite et d'inflammation de la cavité buccale.
Activité antioxydante et antitumorale.
Ces propriétés sont principalement attribuables aux principes actifs contenus dans les feuilles, tels que les tanins, les saponines et les flavonoïdes, mais, récemment, certaines études phytochimiques ont montré que les brindilles des espèces Celtis contiennent de la bétuline, de l'acide gallique, du 3,3-di-O- acide. méthyl-ellagique, acide ursolique, alcaloïdes et triterpènes, substances qui ont une activité antioxydante et antitumorale.
Activité anti bactérienne et anti fongique :
Cette étude soutient que les bioactivités de Celtis aetnensis peuvent avoir un impact sur le traitement du cancer et sur la santé humaine.
Les cancers du tube digestif, en particulier le cancer colorectal (CRC), sont parmi ceux qui répondent le plus aux modifications alimentaires. La recherche a montré qu'environ 75% de tous les cas rare de CCR sont directement influencés par l'alimentation.
De nombreux composés naturels ont maintenant été étudiés pour leur utilité potentielle en tant qu'agents chimio-préventifs du cancer, car on a pensé qu'ils supprimaient la carcinogenèse principalement pendant la phase d'initiation en raison de leur activité de piégeur de radicaux.
Un extrait éthanolique et un extrait n-butanolique ont également été préparés.
L'extrait de n-butanol a montré une excellente activité antimicrobienne car il était actif à la fois sur les souches bactériennes Gram-positives et Gram-négatives et sur les champignons.
L'extrait éthanolique, d'autre part, a montré une plus grande activité contre E. coli, C. krusei et C. parapsilosis. Enfin, la décoction a montré une plus grande activité sur S. pneumoniae, E. faecalis et sur les champignons testés. En outre, l'extrait de n-butanol pourrait être utilisé dans des formulations à usage topique, car il a montré une activité antimicrobienne et antifongique significative.